# Tasiocera diaphana
Tasiocera diaphana är en tvåvingeart som beskrevs av Alexander 1932. Tasiocera diaphana ingår i släktet Tasiocera och familjen småharkrankar. Inga underarter finns listade i Catalogue of Life.